# U-224
U-224 — средняя немецкая подводная лодка типа VIIC времён Второй мировой войны.

## История
Заказ на постройку субмарины был отдан 15 августа 1940 года. Лодка была заложена 15 июля 1941 года на верфи «Германиаверфт» в Киле под строительным номером 654, спущена на воду 7 мая 1942 года. Лодка вошла в строй 20 июня 1942 года под командованием оберлейтенанта Ганса-Карла Косбадта.

### Командиры
- 20 июня 1942 года — 13 января 1943 года оберлейтенант цур зее Ганс-Карл Косбадт

### Флотилии
- 20 июня 1942 года — 31 октября 1942 года — 5-я флотилия (учебная)
- 1 ноября 1942 года — 13 января 1943 года — 7-я флотилия

### История службы
Лодка совершила 2 боевых похода. Потопила 2 судна суммарным водоизмещением 9 535 брт. Потоплена 13 января 1943 года в западной части Средиземного моря, к западу от Алжира, в районе с координатами 36°28′ с. ш. 00°49′ в. д. в результате тарана и атаки глубинными бомбами с канадского корвета HMCS Ville de Quebec. 45 человек погибли, один выжил.

### Волчьи стаи
U-224 входила в состав следующих «волчьих стай»:
- Natter 1 — 8 ноября 1942